# الحدود بين أفغانستان وأوزبكستان

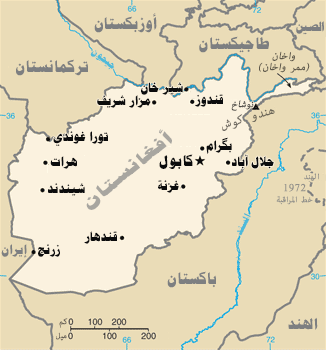
خريطة أفغانستان مع أوزبكستان من الشمال

الحدود بين أفغانستان وأوزبكستان هي 144 كيلومتر (89 ميل) تمتد من النقطة الثلاثية مع تركمانستان إلى النقطة الثلاثية مع طاجيكستان على طول نهر أمو داريا. وهي إلى حد بعيد أقصر حدود أوزبكستان الخارجية.

## وصف
تتبع الحدود بأكملها طريق نهر أمو داريا، من نقطة التركمان الثلاثية في الغرب إلى النقطة الثلاثية الطاجيكية في الشرق. يوازي الحدود على الجانب الأوزبكي طريق وخط سكة حديد، وهناك نقطة عبور رئيسية إلى الشرق من مدينة ترمذ الأوزبكية.
أقامت أوزبكستان حاجزًا على طول الحدود، يتكون من سياج من الأسلاك الشائكة وسياج ثانٍ من الأسلاك الشائكة مكهرب بقوة 380 فولت وألغام أرضية ودورية من الجنود الأوزبكيين المدججين بالسلاح.

## التاريخ
كانت الحدود موروثة من الحدود القديمة بين الاتحاد السوفيتي والأفغان والتي اتخذت شكلها الحالي إلى حد كبير خلال التنافس الأنجلو-روسي في القرن التاسع عشر في آسيا الوسطى المعروف باسم اللعبة الكبرى. مع احتلال الإمبراطورية الروسية لخانية خيوة و‌إمارة بخارى، ومع سيطرة الإمبراطورية البريطانية على الحكم البريطاني، وافقت القوتان على ترك أفغانستان كدولة عازلة مستقلة بينهما.
في عام 1873 اتفقت بريطانيا وروسيا على صياغة تقريبية للحدود، مع إعلان أمو داريا أن تكون الحدود متجهة شرقاً من محيط قرية خواجا سالار إلى بحيرة زوركو، مع بقاء ممر واخان في أفغانستان. وكان من المقرر تحديد الجزء الغربي من الحدود (أي الجزء الأكبر من الحدود الأفغانية التركمانية الحديثة) في وقت لاحق من قبل لجنة الحدود.
تصاعدت التوترات مع توسع الروس إلى ما يعرف الآن بتركمانستان في أوائل ثمانينيات القرن التاسع عشر، ووصلوا إلى أزمة مع حادثة بانجدة (بالقرب من سانديكاشي في ما يعرف الآن بتركمانستان)، وهي منطقة تطالب بها أفغانستان. هدأت المناقشات الوضع ورسمت لجنة الحدود الأنجلو-روسية المشتركة الحدود كما هي اليوم خلال الفترة 1885-1888. نظرًا لأن قرية خواجا سالار لم يعد من الممكن تحديدها، فقد تم الاتفاق على أن الحدود يجب أن تلتقي مع أمو داريا بالقرب من خامياب، أفغانستان.
لم يتم تحديد الجزء الشرقي من الحدود (الذي يشكل الآن جزءًا من الحدود الأفغانية-الطاجيكية) نهائيًا حتى عام 1893-1895، حيث وافق الأفغان على التنازل عن أي مطالبات بأراضي شمال آمو داريا. كما نصت هذه الاتفاقية على موقع الحدود البرية في القسم الشرقي من بحيرة زوركول حتى الصين، مع سلسلة من الأعمدة الحدودية التي أقيمت لاحقًا.
في عام 1921 تم التوقيع على معاهدة سوفييتية أفغانية وافقت روسيا بموجبها على «تسليم أفغانستان المناطق الحدودية التي كانت تابعة للأخيرة في القرن الماضي، مع مراعاة مبادئ العدالة وتقرير المصير للسكان الذين يعيشون فيها». ومع ذلك، لم يتم تنفيذ هذه المعاهدة مطلقًا، وتم إلغاؤها صراحةً بموجب اتفاقية الحدود لعام 1946، التي أبقت الحدود كما كانت، مع تخصيص الجزر النهرية لاحقًا من قبل لجنة مشتركة.

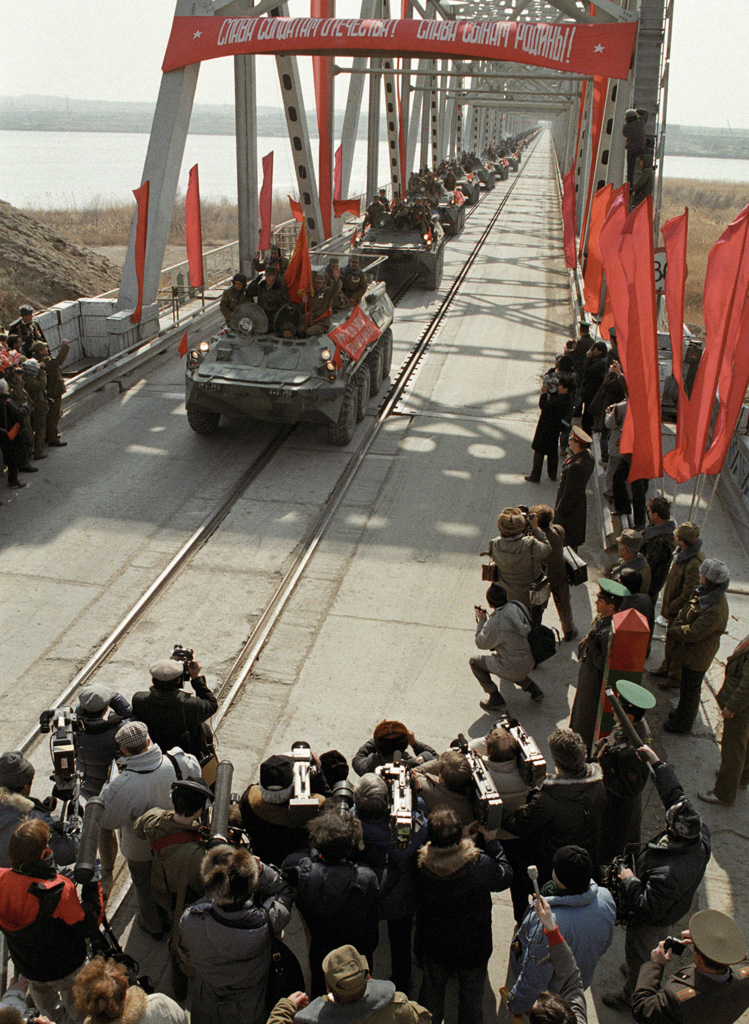
انسحاب القوات السوفيتية عبر نهر أمو داريا، 1989

في عام 1979، عبرت القوات السوفيتية التابعة للجيش الأربعين الحدود عند ترمذ عبر سلسلة من الطوافات كجزء من الغزو السوفيتي لأفغانستان، في طريقها إلى مزار شريف و‌كابل. قاموا في وقت لاحق ببناء جسر الصداقة، الذي تم افتتاحه رسميًا في عام 1982، ولكن أهميته الاستراتيجية أدت إلى كونه هدفًا لتمرد المجاهدين. غادر الجيش السوفيتي أفغانستان عبر الجسر في عام 1989.
وأغلق الجسر في الفترة من 1997 إلى 2001 بسبب مخاوف الأوزبك من تمرد طالبان قبل إعادة فتحه للسماح بالمساعدة بعد سقوطهم في عام 2001. اعتبارًا من عام 2018، لا يزال المعبر الثابت الوحيد بين أوزبكستان وأفغانستان.

## المعابر الحدودية
- هيراتان(بالإنجليزية: Hairatan)‏ (AFG) - ترمذ (UZB) (السكك الحديدية والطرق، انظر جسر الصداقة بين أفغانستان وأوزبكستان)[8][9]

## مستوطنات قرب الحدود

### أفغانستان
- دالي
- كالدار
- هيراتان

### أوزبكستان
- ترمذ